# Скородное (Минская область)
Скоро́дное (бел. Скароднае) — деревня в составе Негорельского сельсовета Дзержинского района Минской области Беларуси. Деревня расположена в 24 километрах от Дзержинска, 53 километрах от Минска и 8 километрах от железнодорожной платформы Энергетик.

## Название
Название Скородное (и близкие по звучанию Скорода́, Скороди́ца, Скороды́) происходит от слова скородное — бедное, скупое. Типично выражение: бел. скародная ў нас зямля, кепска родзіць. Моисей Гринблат относит эти названия к группе, характеризующей землевладельческие условия обработки почвы.

## История
Известна с конца XVIII века, как деревня в Минском повете Минского воеводства Великого княжества Литовского, владение Радзивиллов. После второго раздела Речи Посполитой (1793) в составе Российской империи. В 1800 году насчитывалось 8 дворов, 37 жителей, собственность князя Доминика Радивила. 
В конце XIX века—начале XX века, Скородное — застенок в Койдановской волости Минского уезда Минской губернии. В 1897 году, по данным всероссийской переписи в деревне 8 дворов, 44 жителя. В 1917 году — 17 жителей. С 9 марта 1918 года в составе провозглашённой Белорусской Народной Республики, однако фактически находилась под контролем германской военной администрации. С 1 января 1919 года в составе Советской Социалистической Республики Белоруссия, а с 27 февраля того же года в составе Литовско-Белорусской ССР, летом 1919 года деревня была занята польскими войсками, после подписания рижского мира — в составе Белорусской ССР.
С 20 августа 1924 года в составе Негорельского сельсовета (в 1932—1936 годах — национальном польском сельсовете) Койдановского, затем Дзержинского района Минского округа. С 31 июля 1937 года по 4 февраля 1939 года в составе Минского района, с 20 февраля 1938 года в составе Минской области. В 1926 году в деревне 2 двора, 16 жителей. В годы коллективизации был организован колхоз, обслуживаемый Негорельской МТС.  
В Великую Отечественную войну с 28 июня 1941 года по 7 июля 1944 года находилась под немецко-фашистской оккупацией, на фронте погибли 4 жителя деревни. В августе 1941 года на окраине деревни полицаи из Узды расстреляли семью евреев Кизиных — Г.М. Кизина (1891 года рождения), его беременную жену М.Э. Кизину (1901) и их малолетнего сына С.Г. Кизина (1934).
В послевоенные годы входила в колхоз «Россия» (центр — д. Логовище). По состоянию на 2009 год в составе филиала «Логовищанский».

## Население
| Численность населения (по годам) | Численность населения (по годам) | Численность населения (по годам) | Численность населения (по годам) | Численность населения (по годам) | Численность населения (по годам) | Численность населения (по годам) |
| 1800                             | 1897                             | 1909                             | 1917                             | 1926                             | 1999                             | 2004                             |
| -------------------------------- | -------------------------------- | -------------------------------- | -------------------------------- | -------------------------------- | -------------------------------- | -------------------------------- |
| 37                               | ↗ 44                             | ↘ 37                             | ↘ 17                             | ↘ 16                             | ↗ 18                             | ↘ 12                             |
| 2010                             | 2017                             | 2018                             | 2020                             | 2022                             |                                  |                                  |
| ↘ 10                             | ↘ 9                              | → 9                              | → 9                              | → 9                              |                                  |                                  |